# Calliephialtes guevarae
Calliephialtes guevarae là một loài tò vò trong họ Ichneumonidae.